# Trilogia del revisionismo storico
Con la trilogia del revisionismo storico ci si riferisce a tre film diretti da Quentin Tarantino, usciti nell'arco di dieci anni tra il 2009 e il 2019: Bastardi senza gloria (2009), Django Unchained (2012) e C'era una volta a... Hollywood (2019).

## Film
| Film                           | Data di uscita USA | Regia             | Sceneggiatura     | Produttori                                        |
| ------------------------------ | ------------------ | ----------------- | ----------------- | ------------------------------------------------- |
| Bastardi senza gloria          | 21 agosto 2009     | Quentin Tarantino | Quentin Tarantino | Lawrence Bender                                   |
| Django Unchained               | 25 dicembre 2012   | Quentin Tarantino | Quentin Tarantino | Reginald Hudlin, Pilar Savone, Stacey Sher        |
| C'era una volta a... Hollywood | 26 luglio 2019     | Quentin Tarantino | Quentin Tarantino | Quentin Tarantino, David Heyman, Shannon McIntosh |

## Produzione

### Sviluppo
Il regista è convinto che l'arte, in questo caso il cinema, possa reinventare il mondo e rappresentarlo attraverso i propri mezzi.
Questa trilogia nasce nel 2009 con l'uscita nelle sale del primo film che si conclude con il successo della missione che aveva come obiettivo l'assassinio di Adolf Hitler.
L’olocausto è una delle pagine storiche più tristi che il genere umano possa mai ricordare e non si può cancellare. Secondo Tarantino, però, il cinema può modificare gli avvenimenti rendendo in qualche maniera giustizia alle vittime.
Il discorso continua in Django Unchained, film che rappresenta il senso di vendetta di una intera popolazione, quella afroamericana, che per secoli ha dovuto lottare contro il razzismo.
Allo stesso modo in C'era una volta a... Hollywood, Tarantino ci porta per un'ultima volta ancora indietro nel tempo e ci immerge nella cultura statunitense degli anni 60 dove decide di rendere giustizia alla povera Sharon Tate facendo carneficina dei giovani adepti della setta di Charles Manson.
Il cinema ancora una volta rilegge la storia, la cambia con un imprevisto e viene totalmente riscritta dal regista, in modo che gli innocenti riescano a salvarsi.

## Punti in comune
Tutti e tre i film sono stati scritti e diretti da Quentin Tarantino mentre la fotografia è stata curata da Robert Richardson. Ci sono, inoltre, degli attori in comune che compaiono spesso in ciascuna delle pellicole della trilogia, tra cui Christoph Waltz, Leonardo DiCaprio e Brad Pitt.

## Personaggi e interpreti
- La cella grigia indica che l'attore non è presente nel film
- C indica un ruolo cameo
- V indica un ruolo di sola voce

| Attore              | Film                     | Film                                    | Film                                      |
| Attore              | Bastardi senza gloria    | Django Unchained                        | C'era una volta a... Hollywood            |
| ------------------- | ------------------------ | --------------------------------------- | ----------------------------------------- |
| Christoph Waltz     | colonnello Hans Landa    | dott. King Schultz                      |                                           |
| Brad Pitt           | tenente Aldo Raine       |                                         | Cliff Booth                               |
| Mélanie Laurent     | Shosanna                 |                                         |                                           |
| Michael Fassbender: | tenente Archie Hicox     |                                         |                                           |
| Eli Roth            | sergente Donnie Donowitz |                                         |                                           |
| Diane Kruger        | Bridget Von Hammersmark  |                                         |                                           |
| Daniel Brühl        | Frederick Zoller         |                                         |                                           |
| Quentin Tarantino   | primo scalpo nazistaC    | dipendente di LeQuint Dickey Mining Co. | regista pubblicità "Sigarette Red Apple"V |
| Leonardo DiCaprio   |                          | Calvin J. Candie                        | Rick Dalton                               |
| Bruce Dern          |                          | Carrucan                                | George Spahn                              |
| Jamie Foxx          |                          | Django Freeman                          |                                           |
| Kerry Washington    |                          | Broomhilda von Shaft                    |                                           |
| Samuel L. Jackson   |                          | Stephen Warren                          |                                           |
| Walton Goggins      |                          | Billy Crash                             |                                           |
| Margot Robbie       |                          |                                         | Sharon Tate                               |
| Emile Hirsch        |                          |                                         | Jay Sebring                               |
| Margaret Qualley    |                          |                                         | Pussycat                                  |
| Timothy Olyphant    |                          |                                         | James Stacy                               |
| Julia Butters       |                          |                                         | Trudi Fraser                              |
| Austin Butler       |                          |                                         | Charles "Tex" Watson                      |
| Dakota Fanning      |                          |                                         | Lynette Fromme                            |

## Accoglienza

### Incassi
| Film                           | Data di uscita USA | Incassi ($)  | Incassi ($)    | Incassi ($) | Budget ($) |
| Film                           | Data di uscita USA | Nord America | Internazionale | Mondiale    | Budget ($) |
| ------------------------------ | ------------------ | ------------ | -------------- | ----------- | ---------- |
| Bastardi senza gloria          | 21 agosto 2009     | 120540719    | 200917028      | 321458605   | 70000      |
| Django Unchained               | 25 dicembre 2012   | 162805434    | 263268939      | 426076293   | 100000     |
| C'era una volta a... Hollywood | 26 luglio 2019     | 142502728    | 235114870      | 377617681   | 90000      |
| Totale                         | Totale             | 425848881    | 699300837      | 1125152579  | 260000     |

### Critica
| Film                           | Rotten Tomatoes      | Metacritic         | CinemaScore |
| ------------------------------ | -------------------- | ------------------ | ----------- |
| Bastardi senza gloria          | 89% (337 recensioni) | 69 (36 recensioni) | A-          |
| Django Unchained               | 87% (299 recensioni) | 81 (42 recensioni) | A-          |
| C'era una volta a... Hollywood | 86% (580 recensioni) | 84 (62 recensioni) | B           |
| Media                          | 87%                  | 78                 | B+          |